# ريو داس أوستراس
ريو داس أوستراس هي بلدية في البرازيل، تتبع ريو دي جانيرو، بلغ عدد سكانها 105٬676  نسمة، في 2010، تبلغ مساحتها 230٫621 كيلومتر مربع، رمزها البريدي هو 3304524.

## الموقع
تشترك في الحدود مع:
- Casimiro de Abreu, Rio de Janeiro [الإنجليزية]‏.